# En t'attendant
 (février 2018).
En t'attendant est le premier album studio de l'actrice et chanteuse française Mélanie Laurent, sorti en mai 2011 sous le label Atmosphériques et distribué par PIAS France.
Produit par Joel Shearer, il contient douze chansons, dont cinq sont co-écrites et coproduites avec le musicien folk irlandais Damien Rice.
Il débute à la 198e place, puis fait une remontée à la 35e place la troisième semaine, la meilleure position de ses huit semaines de classement en France. En Belgique, il atteint la 22e place.

## Liste des titres
| 1.    | Début (instrumental)                                     | 2:40 |
| 2.    | En t'attendant                                           | 4:00 |
| 3.    | Everything You're Not Supposed to Be (feat. Damien Rice) | 5:31 |
| 4.    | Circus                                                   | 4:40 |
| 5.    | Kiss                                                     | 3:59 |
| 6.    | Je connais                                               | 4:41 |
| 7.    | Pardon                                                   | 4:01 |
| 8.    | Insomnie                                                 | 4:07 |
| 9.    | Il fait gris                                             | 4:52 |
| 10.   | Uncomfortable (feat. Damien Rice)                        | 5:49 |
| 11.   | Papa                                                     | 3:35 |
| 12.   | Fin (instrumental)                                       | 2:11 |
| 50:06 |                                                          |      |

## Crédits

### Équipes technique et production
- Production : Damien Rice, Joel Shearer
- Coproduction : Mélanie Laurent
- Mastering : Ray Staff
- Mixage : Damien Rice, Nick Wollage
- Enregistrement : Damien Rice, Joel Shearer, Zac Rae, Nick Wollage
- Artwork : Tangui Morin
- Photographie : Rodolphe Marconi